# إنديانابوليس 500 سنة 1958
سباق إنديانا بوليس -500 ميل 1958 أقيم في حلبة إنديانابوليس موتور سبيدواي في 30 مايو 1958 وفاز في السباق جيمي بريان من فريق جورج صالح بمتوسط سرعة 133.791 ميل/س (215.316 كم/س).
وكان أول المنطلقين ديك راثمان بسرعة 145.974 ميل/س (234.922 كم/س).